# Никифорове
Ники́форове — селище Сніжнянської міської громади Горлівського району Донецької області, Україна. Розташоване за 86 км від Донецька. Відстань до Сніжного становить близько 8 км і проходить автошляхом місцевого значення.

## Населення

### Мова
Розподіл населення за рідною мовою за даними перепису 2001 року:
| Мова       | Кількість | Відсоток |
| ---------- | --------- | -------- |
| українська | 359       | 87.99%   |
| російська  | 49        | 12.01%   |
| Усього     | 625       | 100%     |

За даними перепису 2001 року населення селища становило 408 осіб, із них 12,01 % зазначили рідною мову українську та 87,99 %— російську.